# ヨルゴス・マスラス
ヨルゴス・マスラス（ギリシア語: Γιώργος Μασούρας、1994年1月1日 - ）は、ギリシャのサッカー選手。ギリシャ代表。ポジションはMF、FW。

## クラブ歴

### パニオニオス以前
2012年にイリシアコスAOで選手となり、2014年にパニオニオスFCに移籍した。2016年4月27日には2017年夏までの契約を2019年夏まで延長した。2018-19シーズンは不動のスターティングメンバーとして活躍した。

### オリンピアコス
2019年1月3日にオリンピアコスFCに移籍。同月30日に移籍後初得点を記録した。
2019-20シーズンは10月6日に初得点。12月15日と18日には2得点ずつをあげた。その後は長く得点が無かったが3月1日に得点を記録した。
2020-21シーズンは開幕節に途中出場すると一気に2得点を記録した。

## 代表歴
2018年11月9日、ギリシャ代表新監督のアンヘロス・アナスタシアディス監督からUEFAネーションズリーグに出場する代表選手に選出され、「国を代表してプレーする事は全選手の夢であるし、自分にその機会が巡ってきて嬉しい。幼い頃からの夢だった。」と述べた。同月18日のエストニア代表戦で代表初出場を記録。2019年9月8日に行われたUEFA EURO 2020予選・グループJのリヒテンシュタイン代表戦で代表初得点を記録した。

## タイトル
オリンピアコスFC
- スーパーリーグ：2019-20, 2020-21